# Aunkofen (Abensberg)
Aunkofen ist ein Stadtteil der Stadt Abensberg im Landkreis Kelheim in Niederbayern.

## Lage
Das Kirchdorf bildet die westlichste in das breite Abenstal weisende Spitze des Stadtgebiets  der Stadt Abensberg. Regensburg ist in östlicher Richtung etwa 35 km, Ingolstadt in westlicher 40 Kilometer entfernt. München liegt ungefähr 95 Kilometer südlich des Ortes.

## Geschichte
Die erste urkundliche Erwähnung des Ortes erfolgte bereits im 9. Jahrhundert, als der Subdiakon „Mathari“ sein Lehen zu „Quuanashouon“ (= Aunkofen) von „Bischof Asbert“ zu Regensburg (891–894) zu Eigen erhielt. In einer Tradition des Klosters Weltenburg aus dem Jahre 1128 werden Besitzungen des Klosters im Ort „Awenshoven“ genannt.
Aunkofen, wie auch die Siedlung Abensberg selbst, gehörten viele Jahrhunderte zur Urpfarrei Gögging, welche  schon im Jahre 575 urkundlich als Seelsorgestelle erwähnt wird. Im Jahre 1380 wurde die bisherige Filiale Abensberg mit den Dörfern Aunkofen, Schwaighausen und Harladen eigenständige Pfarrei. Vor der Errichtung der Stadtpfarrkirche  St. Barbara diente die „Liebfrauenkirche“ in Aunkofen als erste Stadtpfarrkirche Abensbergs. Das Gebäude des heutigen Wirtshauses von Aunkofen war ehemals Sommersitz mit Gärtnerei des Karmelitenklosters von Abensberg.
Die Gemeinde Aunkofen im Landgericht Abensberg hatte 1871 die folgenden 10 Orte: Allersdorf, Aumühle, Aunkofen, Badhaus, Bruckhof, Gaden, Gilla, Schillhof, Schwaighausen und Schwaigholzen und 441 Einwohner. Ihren höchsten Einwohnerstand hatte die Gemeinde mit 464 im Jahr 1919. Im Jahr 1925 betrug die Gemeindefläche 880,80 Hektar. Die Auflösung der Gemeinde und Eingemeindung in die Stadt Abensberg erfolgte 1939. Eine Gemarkung Aunkofen existiert nicht, die Fläche der ehemaligen Gemeinde wurde der Gemarkung Abensberg zugeschlagen.

## Baudenkmäler
Siehe auch: Liste der Baudenkmäler in Aunkofen
Die Liebfrauenkirche (Mariä Himmelfahrt) wurde erstmals im Jahre 1362 urkundlich erwähnt. Es ist jedoch anzunehmen, dass sie bereits um das Jahr 1000 erbaut wurde. Sie ist romanischen Ursprungs. Chor und Turm wurden jedoch erst um 1450 errichtet.

## Wirtschaft und Infrastruktur
Das Dorf ist mit der Stadt Abensberg baulich derart verschmolzen, so dass es als räumlich selbständige Siedlung nahezu nicht mehr wahrzunehmen ist. Die landwirtschaftlichen Betriebe sind fast gänzlich verschwunden. Der Ort beherbergt einige Gewerbebetriebe, ansonsten herrscht überwiegend Wohnbebauung vor.
Aunkofen liegt an der Bahnstrecke Regensburg–Ingolstadt.